# Ruj vlasatá

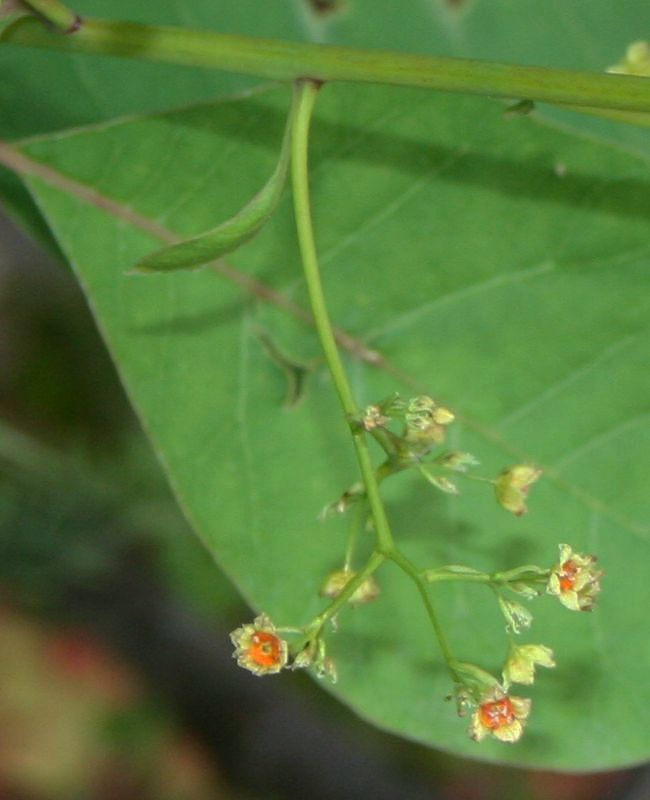
Květenství

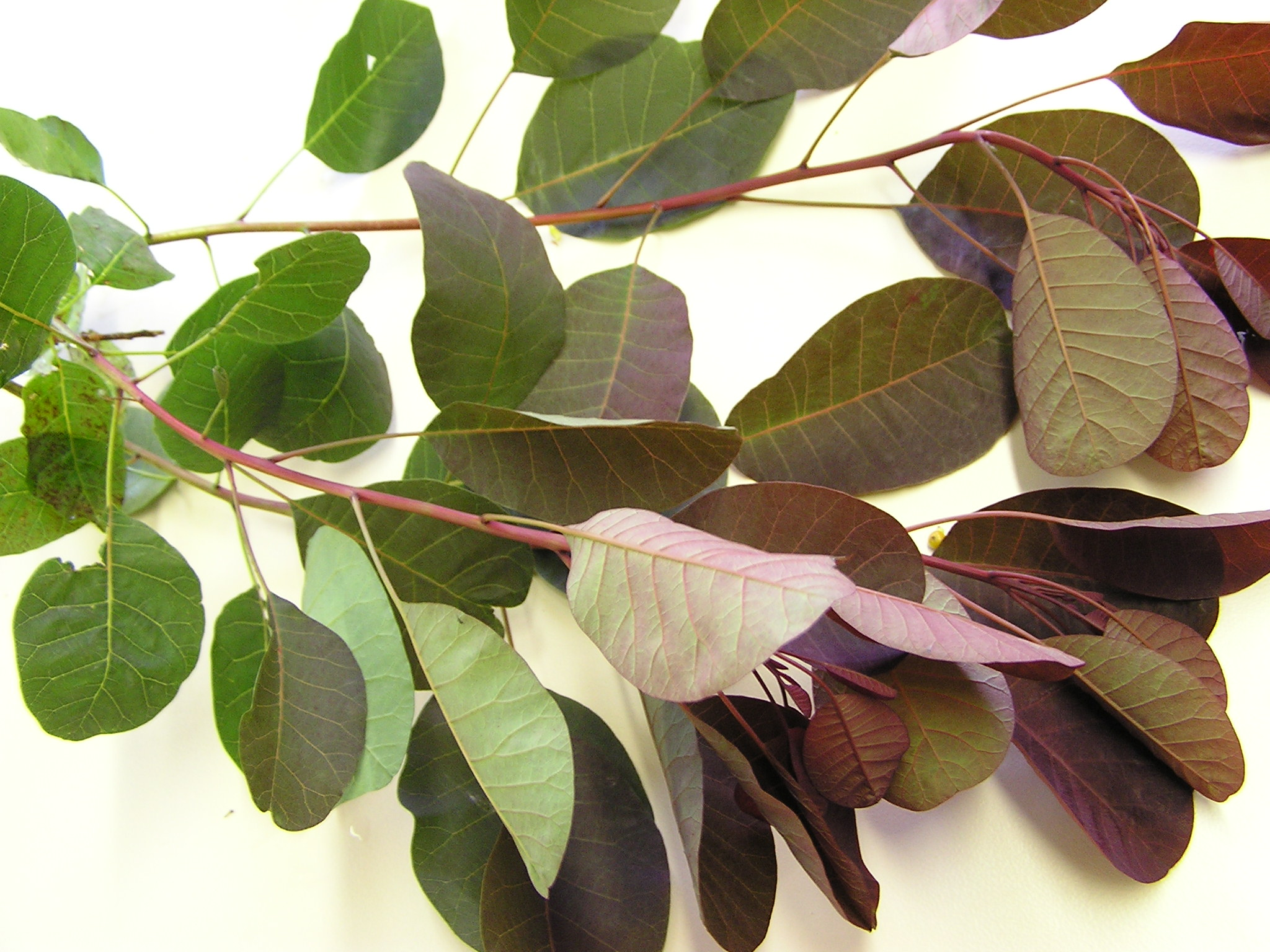
Listy

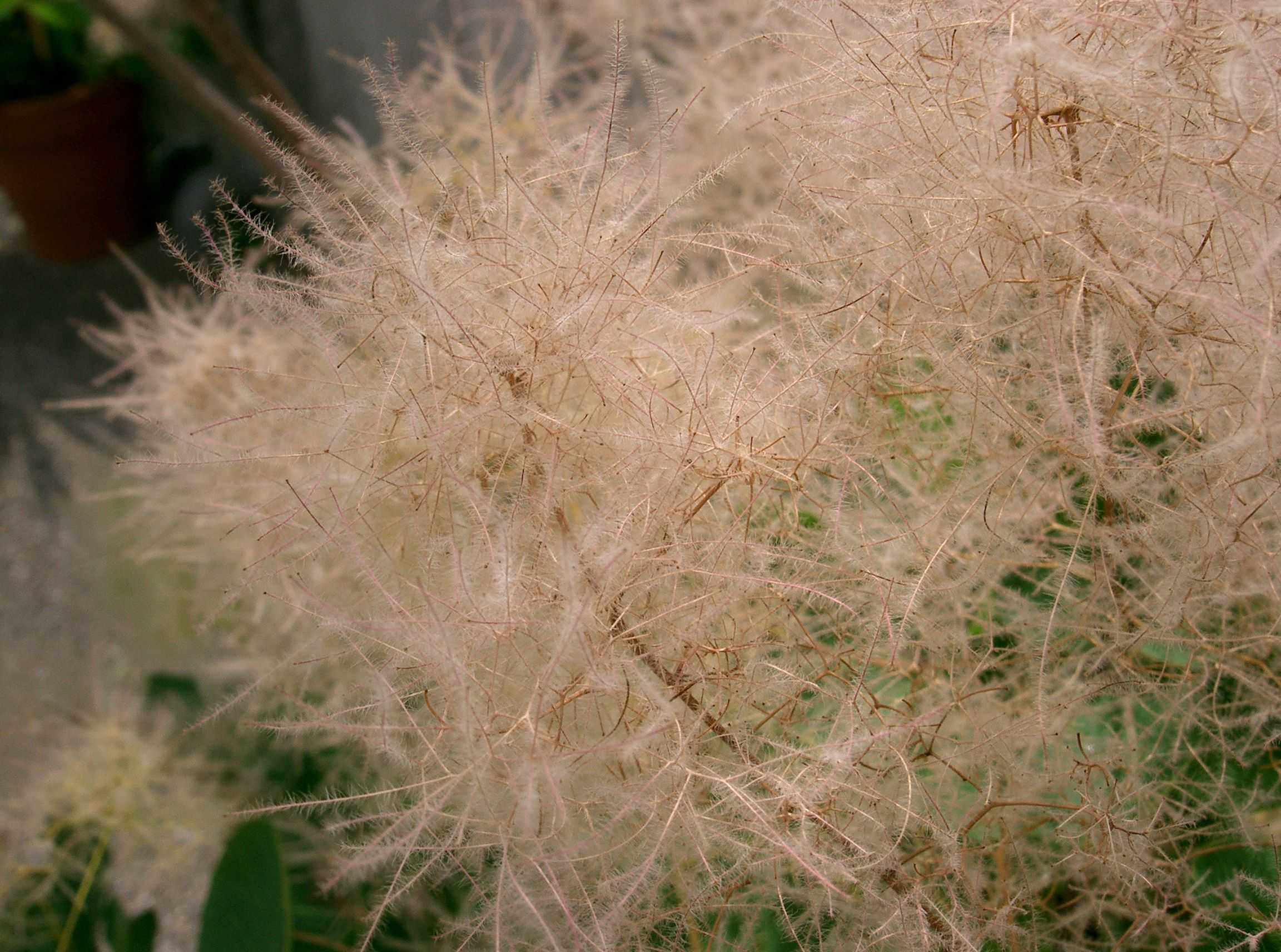
Plodenství

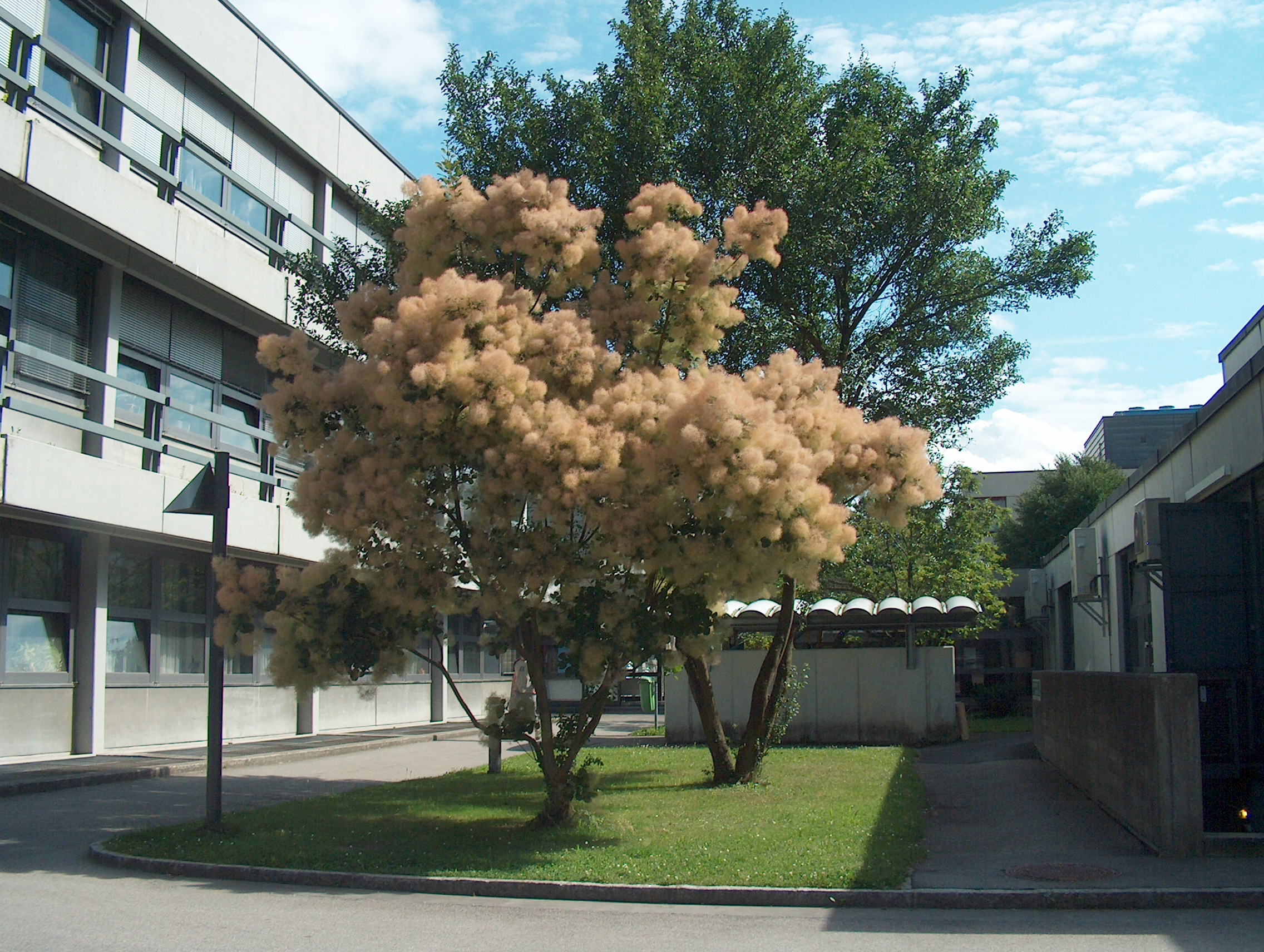
Celkový habitus

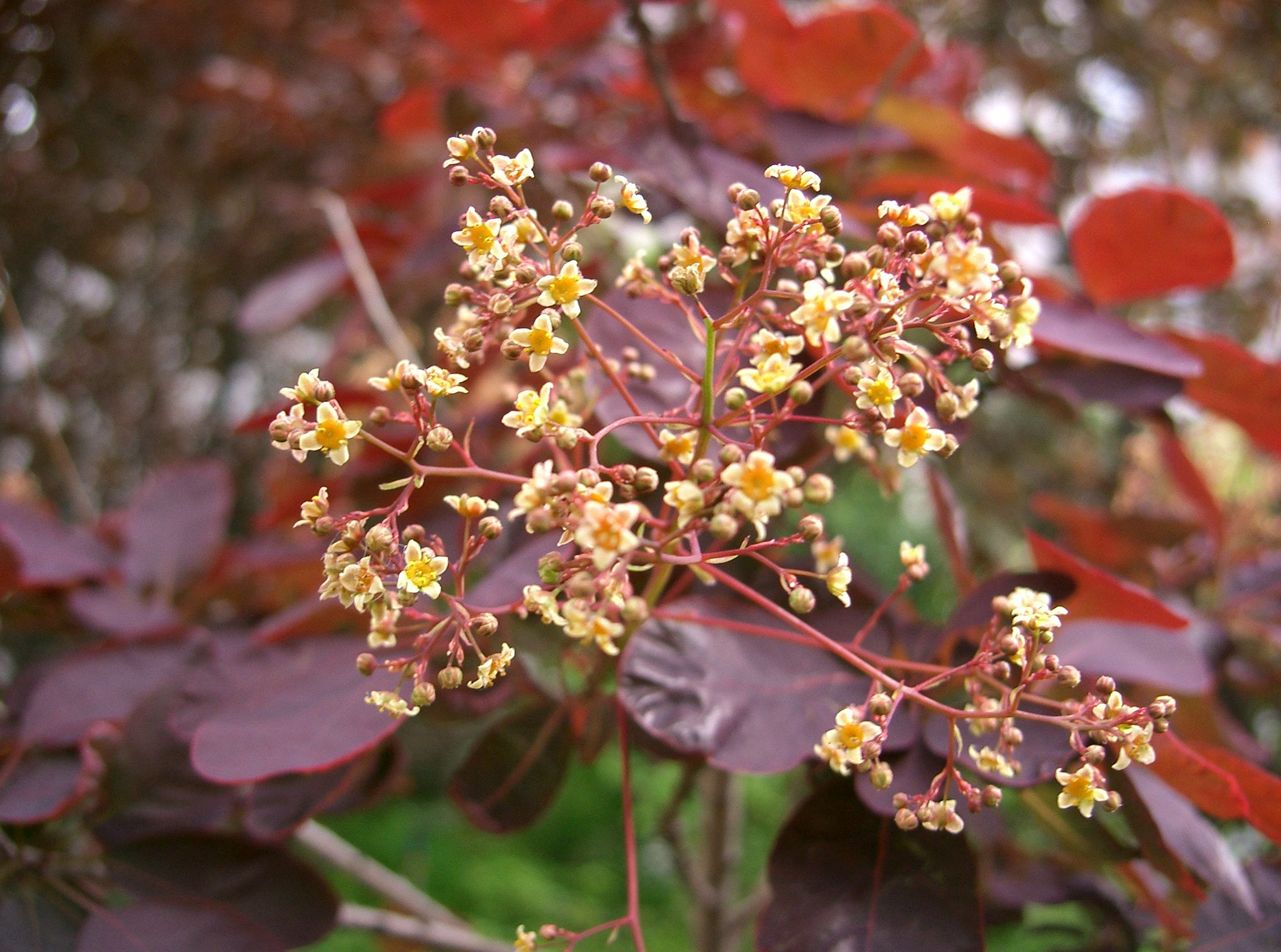
Kultivar 'Royal Purple'

Ruj vlasatá (Cotinus coggygria, syn. Rhus cotinus), také někdy nazývaná škumpa vlasatá, je pomalu rostoucí rozložitý hustý keř, dosahující výšky kolem tří metrů (max. 5 m).

## Popis

### Letorosty
Letorosty jsou lysé, listy sivě ojíněné, střídavé, vejčité až opakvejčité, celokrajné, dlouze řapíkaté, až 8 cm dlouhé, na podzim načervenale až oranžově vybarvené.

### Květy a plody
Květy jsou drobné, pětičetné, uspořádané v dekorativních, přímých a bohatě větvených latách, dlouhých 15 až 29 cm. Kvete v květnu až červenci. Kalich a koruna jsou žlutavě zelené. Omezený počet květů dozraje v plody (malé suché, tmavě hnědé peckovice s vytrvalým kalichem), zbylé stopky se prodlouží a pokryjí dlouhými načervenalými chlupy, které jsou velmi dekorativním létacím zařízením celého plodenství. V této době (září až říjen) je ruj nejkrásnější.

## Toxicita
Ruj vlasatá je jedovatá a citlivým jedincům může způsobit podráždění pokožky (puchýře, vyrážky aj.).

## Výskyt
Původní rozšíření v jižní Evropě – Středozemí až po Balkán, Maďarsko, Ukrajinu, Krym, Kavkaz. Severní hranice areálu zasahuje až na Slovensko. V Asii je rozšířena v Himálaji a ve střední Číně. V Evropě roste přirozeně v jižních oblastech, severní hranice areálu prochází střední Evropou. Na Slovensku roste na čtyřech pravděpodobně přirozených lokalitách. Často je vysazována v parcích. Oblast výskytu v Asii zasahuje až do střední Číny či do Himálají.

## Stanoviště
Nejvíce ruji vlasaté vyhovuje teplá výslunná poloha (čím slunnější stanoviště, tím lepší růst a krásnější podzimní, u červenolistých kultivarů celoroční vybarvení). Ale snesou i polostín. Dobře rostou v průměrné zahradní půdě, dávají však přednost suššímu na vápník bohatšímu stanovišti. V krutých zimách na nechráněném stanovišti mohou namrznout, dobře však obrůstají.

## Výsadba a množení
Zvláštním habitem, olistěním, květenstvím i plodenstvím je ruj vlasatá natolik svérázná, že se příliš nehodí ke kombinování s jinými rostlinami. Je vyloženou solitérou, přičemž v pozdějším věku potřebuje větší, několikametrovou plochu. Lze ji použít k výsadbě v pásu před pásem vysokých stromů či k lemování jiných vyšších stromových kulis (okraj lesa apod.). Červenolisté kultivary rostou pomaleji a jsou významnými solitérami. Pokud jsou pravidelně seřezávány, lze je použít i do menší výsadby, kde mohou být výraznou dominantou. V krajinářských úpravách se ruj doporučuje vysazovat do 350 m n. m.
Množí se výsevem stratifikovaného osiva na jaře do studeného pařeniště, kořenovými řízky (sázejí se na podzim do truhlíků a skleníků, hlavně červenolisté kultivary) nebo i řízkováním za použití stimulátoru. Množení řízkováním je obtížné. Poměrně často se používá roubování kultivarů.

## Využití
Listy jsou bohaté na třísloviny, proto bývá ruj vlasatá někdy pěstována na plantážích. Ruj je s oblibou pěstována v parcích a zahradách. Dřevo se někdy využívá v řezbářství (intarzie), např. při výrobě obrazových rámů. Využívá se do větrolamů, jako pokryvná a okrasná dřevina, také pro výrobu tříslovin z listů.
Sirup z Cotinus coggygria může chránit jaterní tkáň před účinky jedovatých látek. Účinky jsou zkoumány.

## Kultivary
- Cotinus coggygria 'Purpureus' – zelené listy, karmínově červené, chlupaté plodenství
- Cotinus coggygria 'Pendulus' – převislé větve
- Cotinus coggygria 'Rubrifolius' – temně červené listy, červené plodenství
- Cotinus coggygria 'Royal Purple' – intenzívně černočervené listy
- Cotinus coggygria 'Notcutt’s Variety' – červené listy s růžovými květy
- Cotinus coggygria 'Nordine' – purpurové listy a květenství
- Cotinus coggygria 'Red Beauty' – tmavě červené listy
- Cotinus coggygria 'Daydream' – zelené listy, krémový vzhled plodenství

## Zajímavosti
V angličtině se nazývá „Smoke tree“ (kouřový strom) díky jeho chlupům na plodenství, které budí zdání, že je keř zahalen v oblaku kouře.